# Rhaeticus (cràter)

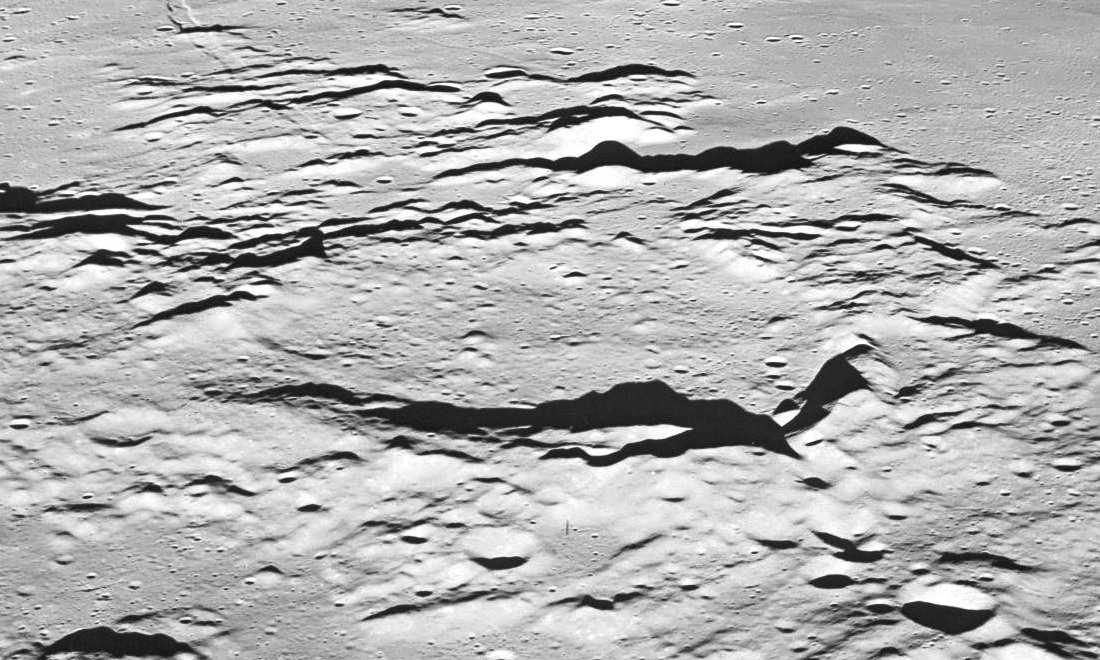
Fotografia de la missió Apol·lo 10

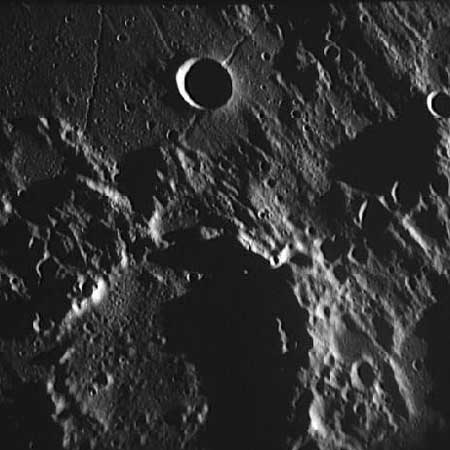
Fotografia de la missió Apol·lo 10

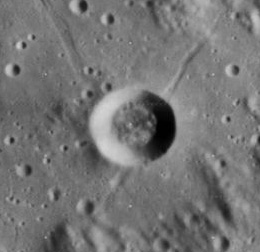
Rhaeticus A

Rhaeticus és un cràter d'impacte que es troba sobre l'equador de la Lluna, en la vora sud-est del Sinus Medii. Al nord-nord-oest es troba el cràter Triesnecker, i al sud es pot trobar el romanent gastat de la plana emmurallada d'Hiparc. El cràter va ser anomenat en memòria de Georg Joachim von Lauchen, també conegut com a Rheticus.

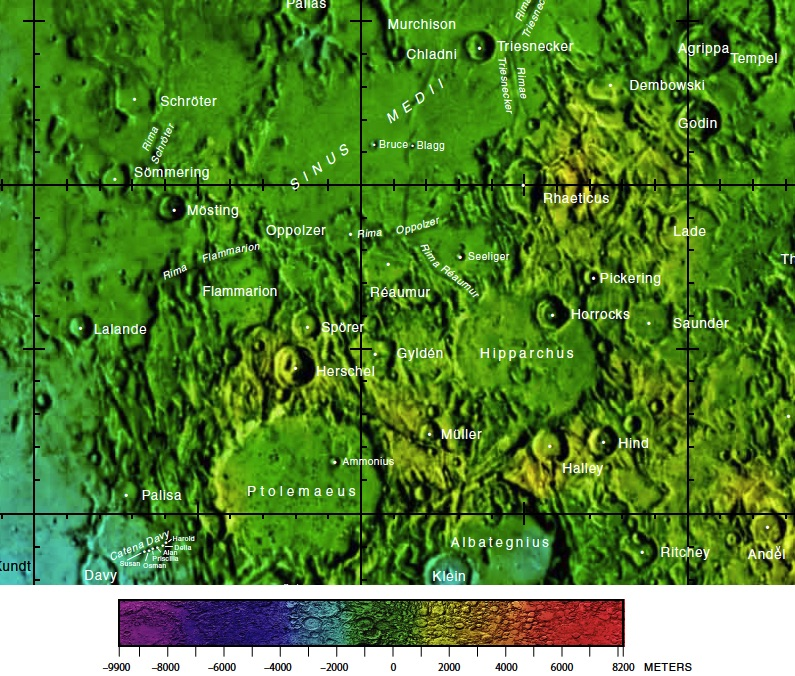
Localització de Rhaeticus (centre del quadrant superior dret de la imatge)

La paret externa de Rhaeticus mostra grans signes de desplom, amb fissures i esquerdes en el nord-est. La paret està més intacta en la cara oriental, mentre que en el nord-oest és poc més que un baix ressalt sobre la superfície. També es localitza una zona de tall de baixa altura en el mur sud-sud-est. La forma general del brocal és la d'un hexàgon lleugerament allargat en direcció nord-sud. L'interior ha estat reconstituït per la lava, i només unes petites elevacions sobresurten de la seva superfície. Començant en la cresta de la paret del sector est es localitza una cadena de craterets que s'estén a l'est-nord-est en una longitud d'al voltant d'un diàmetre del cràter.
Discorrent al sud-oest de Rhaeticus cap al cràter Réaumur apareix una llarga esquerda, difícil de distingir prop de Rhaeticus a causa del grup de muntanyes localitzades al sud-oest. El cràter en si té 43 quilòmetres d'ample en una direcció i 49 quilòmetres de llarg en una altra. Pertany al període Preímbric, que va durar des de fa 4550 a 3850 milions d'anys enrere.

## Cràters satèl·lit
Per convenció aquests elements són identificats en els mapes lunars posant la lletra en el costat del punt central del cràter que està més prop de Rhaeticus.
|           | \| Rhaeticus \| Coordenades \| Diàmetre \| \| --------- \| -------------------------------- \| -------- \| \| A \| 1° 48′ N, 5° 12′ E / 1.8°N,5.2°E \| 11 km \| \| B \| 1° 42′ N, 6° 48′ E / 1.7°N,6.8°E \| 6 km \| \| D \| 0° 54′ N, 6° 12′ E / 0.9°N,6.2°E \| 7 km \| \| E \| 0° 06′ S, 6° 00′ E / 0.1°S,6.0°E \| 5 km \| \| F \| 0° 06′ S, 6° 30′ E / 0.1°S,6.5°E \| 18 km \| \| G \| 1° 00′ N, 6° 24′ E / 1.0°N,6.4°E \| 6 km \| \| H \| 1° 00′ S, 5° 24′ E / 1.0°S,5.4°E \| 6 km \| \| J \| 0° 42′ S, 3° 12′ E / 0.7°S,3.2°E \| 4 km \| \| L \| 0° 12′ N, 3° 36′ E / 0.2°N,3.6°E \| 14 km \| \| M \| 1° 00′ N, 3° 48′ E / 1.0°N,3.8°E \| 7 km \| \| N \| 1° 12′ N, 4° 12′ E / 1.2°N,4.2°E \| 12 km \| |          |
| Rhaeticus | Coordenades | Diàmetre |
| A         | 1° 48′ N, 5° 12′ E / 1.8°N,5.2°E | 11 km    |
| B         | 1° 42′ N, 6° 48′ E / 1.7°N,6.8°E | 6 km     |
| D         | 0° 54′ N, 6° 12′ E / 0.9°N,6.2°E | 7 km     |
| E         | 0° 06′ S, 6° 00′ E / 0.1°S,6.0°E | 5 km     |
| F         | 0° 06′ S, 6° 30′ E / 0.1°S,6.5°E | 18 km    |
| G         | 1° 00′ N, 6° 24′ E / 1.0°N,6.4°E | 6 km     |
| H         | 1° 00′ S, 5° 24′ E / 1.0°S,5.4°E | 6 km     |
| J         | 0° 42′ S, 3° 12′ E / 0.7°S,3.2°E | 4 km     |
| L         | 0° 12′ N, 3° 36′ E / 0.2°N,3.6°E | 14 km    |
| M         | 1° 00′ N, 3° 48′ E / 1.0°N,3.8°E | 7 km     |
| N         | 1° 12′ N, 4° 12′ E / 1.2°N,4.2°E | 12 km    |